# توت هندی
توت هندی، آل، نُوْنی یا توت ساحلی (نام علمی: Morinda citrifolia) نام یک گونه از تیره روناسیان است. توت هندی در منطقه آسیای جنوب شرقی و استرالزی رشد می‌کند. این میوه گرمسیری در سال ۱۷۵۳ میلادی توصیف علمی شد. توت هندی گیاهی رنگزا می‌باشد.
این گیاه حدوداً ۱۸ ماه بعد از کاشت بذر به بلوغ می‌رسد و میوه تولید می‌کند. میزان تولید میوه ماهیانه ۴ تا ۸ کیلوگرم است.
د‍رخت توت هندی قادر به تحمل خاک‌های شور و شرایط خشکسالی می‌باشد، از این رو در طیف گسترده‌ای از شرایط قادر به رشد است. این درخت می‌تواند تا ارتفاع ۹ متر رشد کند و دارای برگ‌های براق به رنگ سبز تیره می‌باشد.